# Ephippion guttifer
Ephippion guttifer is een  straalvinnige vissensoort uit de familie van kogelvissen (Tetraodontidae). De wetenschappelijke naam van de soort is voor het eerst geldig gepubliceerd in 1831 door Bennett.